# Exocentrus scabridus
Exocentrus scabridus är en skalbaggsart som beskrevs av Holzschuh 2007. Exocentrus scabridus ingår i släktet Exocentrus och familjen långhorningar. Inga underarter finns listade i Catalogue of Life.